# キャンパスタウン駅
キャンパスタウン駅（キャンパスタウンえき）は、大韓民国仁川広域市延寿区にある仁川交通公社1号線の駅である。駅番号は(I133)。

## 駅構造
相対式ホーム2面2線の地下駅。

## 駅周辺
- 松島洞住民センター
- ヘドディ公園
- 新松中学校
- 新松高等学校
- 延世大学校国際キャンパス
- 道路交通公団仁川運転免許試験場
- セアチム公園

## 歴史
- 2009年6月1日 - 開業。

## その他
- 2017年3月1日に大邱都市鉄道公社1号線のクンゴゲ駅が東区庁駅に改称されて以降、韓国の鉄道駅で唯一「ㅋ」(k)から始まる駅となった。

## 隣の駅
仁川交通公社
●1号線
東幕駅 (I132) - キャンパスタウン駅 (I133) - テクノパーク駅 (I134)